# Семенихин, Владимир Ильич
Влади́мир Ильи́ч Семени́хин (в профессиональной среде также известен под прозвищем Сёма; род. 4 февраля 1956) — советский и российский графический дизайнер, книжный график, издатель. Основатель (1995) и президент дизайн-студии «Самолёт». Исследователь российской детской книжной иллюстрации.

## Биография
Владимир Семенихин родился 4 февраля 1956 года.
В 1974 году окончил Московское художественное училище памяти 1905 года, в 1981 году — Московское высшее художественно-промышленное училище (бывшее Строгановское) по специальности «Промграфика и упаковка». В Строгановском училище Владимир Семенихин познакомился с Владимиром Чайкой, который был на год и на курс старше и повлиял на его творческое становление. В студенческое время за Семенихиным закрепилось производное от фамилии прозвище Сёма, сохранившееся в профессиональной среде и в последующие годы.
После окончания Строгановского училища вслед за Владимиром Чайкой получил распределение в Творческую мастерскую прикладной графики Комбината графического искусства Московского городского отделения Художественного фонда РСФСР (Мастерская промграфики, «Промграфика»), в которой работали 200—300 «свободных художников» под началом художественного совета в лице Валерия Акопова, Михаила Аникста, Максима Жукова, Евгения Добровинского, Андрея Крюкова, Бориса Трофимова, Аркадия Троянкера. В Мастерской промграфики Владимир Семенихин разрабатывал в том числе фирменный стиль объединения «Техноэкспорт». К концу 1980-х годов количество заказов в «Промграфике» резко сократилось, и их отдавали, главным образом, старшим дизайнерам. Из старых клиентов к Семенихину продолжал обращаться напрямую «Внешторгиздат». Позже Владимир Семенихин работал в издательстве «Советский художник» и мастерской Михаила Аникста.
В 1990 году Семенихин основал собственную студию «Тим Дизайн». С 1993 по 1995 год был соруководителем студии «Директ Дизайн» (вместе с Дмитрием Пёрышковым и Леонидом Фейгиным). В 1995 году основал и стал президентом дизайн-студии «Самолёт». Для визуального закрепления названия «Самолёт» Владимир Семенихин «прорубил» в мансарде шестого этажа «сталинского» дома, где находится дизайн-студия, стилизованное окно-иллюминатор.
Владимир Семенихин был куратором ряда выставок, активным участником конференций и симпозиумов дизайна, в том числе фестиваля «Золотая пчела». В 1997 году Семенихин организовал дизайнерскую акцию «Думай о высоком».
Владимир Семенихин — автор логотипа и фирменного стиля компаний «Седьмой континент» (в настоящее время первоначальный дизайн изменён), «Комстар» (в настоящее время дизайн сменён).
Дизайн-студией «Самолёт» были изданы книги Владимира Кричевского, посвящённые истории советского дизайна — «Книга о графическом оформлении нижегородской печати 20-х годов (XX века) и вкратце о том, что было потом», «Обложка: графическое лицо эпохи революционного натиска 1917—1937», «Борр: книга о забытом дизайнере дцатых и многом другом, включая особенности оформления этой самой книги». К столетию Даниила Хармса в 2005 году «Самолёт» издал альбом «Цифры времени» с участием хармсоведа Валерия Сажина. Многие материалы альбома публиковались впервые. Также дизайн-студия публиковала поэтические книги дружественного ей поэта Алексея Королёва («Это», «Нет. ТМ»).
В 2009 году издательствами «Самолёт» и «Улей» была опубликована под руководством Владимира Семенихина монография «Детская иллюстрированная книга в истории России. 1881—1939», состоящая из двух томов и включающая 1800 репродукций, обширный справочный аппарат, 190 кратких биографий и словарь. Книга стала результатом исследовательской деятельности Владимира Семенихина в области российской детской книжной иллюстрации, начатой в 2004 году. Значительная часть материалов для книги была обнаружена в частных коллекциях США. К презентации книги была приурочена выставка «Без границ. Мир детской иллюстрации», проходившая в галерее «КультПроект» в Москве с 19 сентября по 19 октября 2009 года. В 2012 году Владимир Семенихин был куратором выставки Experimental Art of Russian Children’s Books, 1899—1939 (Нью-Йорк).

## Участие в творческих и общественных организациях
- Член Союза художников России (с 1989)[1]
- Член Союза дизайнеров России (с 1990)[1]

## Награды и премии

### Персональные награды и премии
- 1989 — первая премия на Всесоюзном конкурсе календарей[1]
- 1990 — премия на европейском конкурсе рекламы «Эпика» (Париж)[1]
- 2004 — специальный диплом конкурса «Искусство книги. Традиции и поиски»[1]

### Награды и премии дизайн-студии «Самолёт»
- 1996 — серебряная медаль выставки «Этикетка и упаковка»[1]
- 1997 — специальный диплом выставки-конкурса «Лучшие визитные карточки России»[1]
- 1997 — первое место на Московском международном фестивале рекламы[1]
- 2001 — первое место на Московском международном фестивале рекламы[1]
- 2004 — первая премия на конкурсе «Брэнд года»[1]
- 2005 — вторая премия на конкурсе «Гранд Этикетка»[1]
- 2005 — «Борр: книга о забытом дизайнере …дцатых и многом другом, включая особенности оформления этой самой книги» Владимира Кричевского (издана в 2004) была названа «Лучшим графическим объектом» в рейтинге журнала World Paper[3]
- 2009 — гран-при Всероссийского конкурса книжной иллюстрации «Образ книги» (за книгу «Детская иллюстрированная книга в истории России. 1881—1939»)[6]